# Regensburg
Regensburg (u starijim hrvatskim izvorima: Rezno, bavarski: Rengschburg) grad je u njemačkoj saveznoj pokrajini Bavarskoj. Stari dio grada nalazi se na popisu UNESCO-ove Svjetske baštine.

## Povijest
God. 179., na Keltskom području relativno lakog prijelaza preko Dunava, gdje se ulijeva rijeka Regen, Rimljani osnivaju vojni logor Castra Regina. U merovinškom razdoblju Franačke države, Regensburg je bio glavni grad plemena Bavarii, te sjedište Agilolfinga, prvog vojvode Bavarske. God. 739., Sveti Bonifacije, apostol njemačke nacije, uspostavlja biskupiju. Najstarija građevina je crkva benediktinskog samostana iz 8. do 10. stoljeća. 
Grad je doživio politički i gospodarski vrhunac na prijelazu iz 12. u 13. stoljeće, kada se nalazio na raskršću glavnih trgovačkih putova. Iz tog vremena datiraju veliki gradski spomenici: Most Steinerne (dug 310 m izgrađen od 1135. – 1146. god.), Gotička katedrala (posvećena 1276.), Stara vijećnica (Altes Rathaus) i patricijske kule. 
God. 1245., car Fridrik II. dodijelio mu je titulu slobodnog grada Carstva (Freie Reichsstadt), koja mu je jamčila određenu političku autonomiju. Međutim, Regensburg gubi te ovlasti u korist drugih većih gradova u Bavarskoj. Tijekom stoljeća, u gradu su održani mnogi carski sabori ("Reichstag"). Saboru 1541. god. prisustvovali su humanisti Melanchthon i Bucer, koji su bezuspješno pokušavali pronaći kompromis između katoličanstva i reformacije. God. 1542., Regensburg, kao i većina slobodnih gradova Carstva, službeno prelazi na luteranstvo, ali ostaje u isto vrijeme i sjedište katoličke biskupije. Tako od tada ove dvije religije koegzistiraju u gradu. God. 1663., grad je postao upravnim sjedištem Carstva (Reichstag Immerwährender) koje je raspušteno pod pritiskom Napoleonove vojske 1803. god. God. 1810., grad je pripojila nova Kraljevina Bavarska koju je stvorio Napoleon i postao je drugim gradom Bavarske sljedećih 150 godina.
Tijekom Prvog svjetskog rata, u gradu se nalazio glavni zatvorenički logor u Bavarskoj. Tijekom Drugog svjetskog rata, kako Regensburg nije bio industrijaliziran, veoma malo ga oštećuje savezničko bombardiranje, čime je zadržao gotovo netaknut srednjovjekovni stari grad. Nakon rata u gradu se osniva nekoliko tvrtki, posebice automobilska industrija i elektroničku industrija, koje su dale novi poticaj regiji. U isto vrijeme, osnivanje sveučilišta 1967. god., koji ima više od 20.000 studenata, doprinosi daljem razvoju Regensburga. Prije no što je izabran za papu, Joseph Ratzinger je tu bio profesor teologije od 1969. – 1977. god.

## Znamenitosti
- Ostaci rimskih utvrdbenih zidina uključujući Pretorijanska gradska vrata (Porta praetoria).
- Kameni most (1135. – 1146.) je vrhunac srednjovjekovne mostogradnje. Vitezovi 2. i 3. križarskog rata su njime prijelazili Dunav na svom putu u Svetu zemlju.
- Primjeri romaničkih bazilika su crkve Obermünster (1010.), i opatijska crkva sv. Emmeram (13. st.), jedna od rijetkih njemačkih crkava sa samostojećim zvonikom (kampanil). Crkva stare opatije, jedna od najstarijih u Njemačkoj, ima prekrasno sačuvan stari klaustar. God. 1809., samostanske zgrade su pretvorene u palače kneza Thurn und Taxisa, nasljedne upraviteljsko-generalske dinastije Svetog Rimskog Carstva.
- Crkva Svetog Jakova (Schottenkirche), romanička bazilika iz 12. stoljeća koja je dobila ime po irskom samostanu benediktinaca (Scoti) kojem je bila priključena. Glavna vrata crkve su prekrivena jedinstvenim grotesknim rezbarijama. Srednjovjekovna gradska vrata su po crkvi nazvana Jakobstor.
- Regensburška katedrala (njem. Regensburger Dom) je vrlo zanimljiv primjer čiste njemačke gotike i smatra se glavnim djelom gotičke arhitekture u Bavarskoj. Osnovana je 1275., a završena 1634. god., s iznimkom tornjeva, koji su završeni tek 1869. god. Unutrašnjost sadrži brojne zanimljive spomenike, uključujući i jedan od remek-djela Petera Vischera. Uz klaustar su dvije kapelice starije od katedrale, jedna od njih, poznata kao stara katedrala, seže možda do 8. stoljeća.
- Stara župna crkva sv. Ulrika je dobar primjer prijelaznog stila 13. stoljeća, a sadrži i vrijedne zbirke starina. U njoj je smješten dijecezanski muzej sakralne umjetnosti.
- Bogate patricijske obitelji su se natjecale u gradnji što viših tornjeva u gradu. Tako je 1260. god. izgrađen Zlatni toranj (Goldener Turm) u ulici Wahlenstraße.
- Vijećnica datira dijelom iz 14. stoljeća, a sadrži sobe carskog savjeta (1663. – 1806.)
- Od povijesnog značaja je i "Gostiona zlatnog križa" (Gasthof zum Kreuz Goldenen) gdje je Karlo V. upoznao Barbaru Blomberg, majku Ivana Austrijskog (rođen 1547.).
- Adler-Apotheke, u neposrednoj blizini katedrale, osnovana je 1610. god. i jedna je od najstarijih ljekarni u Njemačkoj.
- Možda najugodnija moderna zgrada u gradu je gotička vila kralja Bavarske na obali Dunava.
- Od javnih institucija, u gradu su: gradska knjižnica, galerija slika, botanički vrt, i Zavod za izradu vitraja. Zgrada Gymnasien (srednje škole) je biskupsko činovničko sjemenište i škola crkvene glazbe.
- Botanischer Garten der Universität Regensburg je moderan botanički vrt na kampusu Sveučilišta u Regensburgu. Herzogspark također sadrži nekoliko malih botaničkih vrtova.

- Regensburška katedrala iznad starog mosta
- Regensburg oko 1900. god.
- Gradski trg Neupfarrplatz sa Zlatnim tornjem u pozadini.
- Klaustar opatije sv. Emmeram (regensburški dvorac)
- Walhalla iz 1842. god.

U okolici Regensburga nalaze se i dvije malene klasicističke zgrade koje je podignuo sam Ludvig I. Bvarski kao nacionalne spomenike njemačkom patriotizmu i veličini. Impozantsnija je Walhalla, skupa kopija Partenona podignuta kao Teutonski hram na brdu iznad Dunava u Donaustaufu, 15 km prema istoku. Iznutra je bogata dekoracijama od žarenog mramora, pozlate, i brojnih skulptura kao što su poprsja više od stotinu njemačkih plemića. Druga je velika kružna zgrada Befreiungshalle na Kelheimu, 30 km sjeverno od Regensburga, koja je trebala veličati heroje domovinskog rata iz 1813. god.

## Gospodarstvo
Regensburg je završna luka uzvodne dunavske plovidbe normalnih riječnih brodova. Razvijen je robni promet, kemijska, elektrotehnička (Siemens, AEG, Toshiba), drvna, tekstilna, prehrambena, strojarska (BMW, Continental AG) i brodogradilišna industrija, te industrija namještaja, papira, kože i duhana. Sveučilišni grad od 1967. godine. 

## Prijateljski gradovi
| - Tempe, SAD (1981.) - Aberdeen, Velika Britanija (1955.) - Brixen, Italija (1969.) - Clermont-Ferrand, Francuska (1969.) | - Odesa, Ukrajina (1980.) - Plzeň, Češka Republika (1993.) - Qingdao, Kina (2009.) |